# Angel rat
Albums de Voivod
Nothingface
(1989) The Best of Voivod
(1992)
Angel Rat est le sixième album du groupe québécois Voivod.
La création de l'album fut assez dramatique et problématique, avec une date de sortie plusieurs fois repoussée, le bassiste Jean-Yves "Blacky" Thériault ayant quitté le groupe après l'enregistrement à cause d'une communication problématique et de visions musicales différentes avec les autres membres. La chanson Nomad fut retirée de l'album à la dernière minute et n'a jamais connu de publication officielle.
L'album se distingue radicalement du thrash metal des débuts du groupe et peut être considéré comme un album appartenant au genre rock progressif. La voix du chanteur Denis "Snake" Bélanger est beaucoup plus douce que sur les autres albums, le guitariste Denis "Piggy" D'Amour a encore plus d'espace pour expérimenter avec de nouveau sons, tandis que la batterie et la guitare basse sont employées d'une manière plus dosée et diversifiée que d'habitude. Les chansons sont plus calmes, simples et courtes que celles des albums précédents. On trouve même une ballade sur l'album, la chanson Freedoom, qui semble influencée par la scène hippie, le rock progressif et le krautrock. Cette chanson fut aussi jouée quatorze ans plus tard lors de l'enterrement de Denis "Piggy" D'Amour. La chanson The Outcast emploie même des sons de claviers (joués par Ivan Doroschuk de Men Without Hats) et un harmonica.
Un vidéoclip fut réalisé pour la chanson Clouds in My House.
Les chansons Panorama et The Prow sont encore régulièrement jouées par le groupe et comptent parmi les plus connues de l'album. L'album contient pour la première fois une chanson avec un titre francophone, Nuage fractal, mais les paroles sont quand même entièrement en anglais. Cette tradition sera réadaptée par le groupe pour d'autres chansons sur des albums futurs. La version originale de l'album contient un livret en forme de poster.
Même si l'album est qualifié de « pièce magistrale » par certains critiques, le groupe n'a pas eu le même succès avec cet album qu'avec le précédent (Nothingface) et beaucoup de partisans et fans du groupe étaient à l'époque bouleversés par le changement musical radical du groupe.

## Membres du groupe
- Denis "Snake" Bélanger : chant
- Denis "Piggy" D'Amour : guitare
- Jean-Yves "Blacky" Thériault : basse
- Michel "Away" Langevin : batterie

## Liste des morceaux
1. Shortwave Intro - 0:26
2. Panorama - 3:14
3. Clouds in My House - 4:48
4. The Prow - 3:50
5. Best Regards - 3:51
6. Twin Dummy - 3:07
7. Angel Rat - 3:46
8. Golem - 4:47
9. The Outcast - 3:19
10. Nuage fractal - 4:00
11. Freedoom - 4:42
12. None of the Above - 4:16